# Мали на Светском првенству у атлетици у дворани 2016.
Мали је девети пут учествовао на '16. Светском првенству у атлетици у дворани 2016. одржаном у Портланду од 17. до 20. марта. Репрезентацију Малија представљала је једна такмичарка која се такмичила у трци на 400 метара.,
Мали није освојио ниједну медаљу али је њихов такмичарка оборила национални рекорд.

## Учесници
Жене:
- Џенебу Данте — 400 м

## Резултати

### Жене
| Атлетичарка  | Дисциплина | Лични рекорд | Квалификације | Квалификације | Полуфинале            | Полуфинале            | Финале                | Финале       | Детаљи |
| Атлетичарка  | Дисциплина | Лични рекорд | Резултат      | Место         | Резултат              | Место                 | Резултат              | Место        | Детаљи |
| ------------ | ---------- | ------------ | ------------- | ------------- | --------------------- | --------------------- | --------------------- | ------------ | ------ |
| Џенебу Данте | 400 м      | 52,51 о      | 55,76 НР      | 4. у гр. 4    | Није се квалификовала | Није се квалификовала | Није се квалификовала | 15 / 16 (19) |        |